# Prinses Beatrix Spierfonds
Het Prinses Beatrix Spierfonds, voorheen Prinses Beatrix Fonds, is een Nederlandse stichting die zich bezighoudt met het inzamelen van geld voor het bestrijden van spierziekten en het steunen van mensen die daarmee te kampen hebben. 

## Geschiedenis
Het fonds werd in 1956 opgericht als het Fonds ter bestrijding van Kinderverlamming naar aanleiding van een polio-epidemie. Prinses Beatrix werd de beschermvrouwe. In 1957 werd de naam gewijzigd in Prinses Beatrix Fonds waar ze sinds dat jaar beschermvrouwe van werd. Het fonds breidde het werkterrein uit naar andere spierziekten omdat kinderverlamming in Nederland door middel van vaccinatie al vrij snel bedwongen was. In 2012 veranderde de naam van het fonds in Prinses Beatrix Spierfonds. 

## Doelstelling
Het fonds levert een bijdrage aan het bestrijden van spierziekten door het financieren van wetenschappelijk onderzoek en het helpen verbeteren van de levenskwaliteit van patiënten en hun familie. Subsidies worden verstrekt aan vijf landelijke patiëntenverenigingen: VSN, de MS-patiëntenvereniging, Vereniging voor Huntington, de Parkinson Patiënten Vereniging en de BOSK. Het fonds houdt tien aangepaste vakantiehuizen in stand waar mensen met een spierziekte of bewegingsstoornis gebruik van kunnen maken.
Het fonds telt circa 50.000 donateurs en 30.000 collectanten. De stichting is volledig afhankelijk van giften, ze ontvangt geen overheidssubsidie.

## Bijdragen en prijzen
In 2013 stelde het fonds een financiële bijdrage beschikbaar voor 46 onderzoeken op het gebied van spierziekten. Daar was ruim 14 miljoen euro mee gemoeid.
De Prinses Beatrix Fonds-jaarprijs neuromusculaire ziekten 2003 werd op 9 januari 2004 uitgereikt aan mevrouw I.M. Bronner en mevrouw. M.F.G. van der Meulen voor hun baanbrekend onderzoek op het gebied van myositis.
Op 26 augustus 2006 werden ter gelegenheid van het vijftigjarig bestaan van het fonds speciale  onderzoeksprijzen uitgereikt aan Jan Smeitink (UMC St Radboud, Nijmegen) voor spierziekteonderzoek en aan Chris de Zeeuw (Erasmus MC, Rotterdam) voor onderzoek op het gebied van bewegingsstoornissen.